# Corrado Molo
Corrado Molo (* 26. November 1792 in Bellinzona; † 1. April 1864 in Mailand)  war ein Schweizer Anwalt, Politiker, Journalist und Tessiner Grossrat und Staatsrat der Christlichdemokratischen Volkspartei (CVP).

## Biografie
Corrado Molo wurde als Sohn des Vincenzo Molo von Bellinzona geboren. Er war Advokat in Bellinzona und unterstützte die Verfassungsreform von 1830 und war einer der bekanntesten Exponenten der gemässigten Liberalen. Er war Gründer und Herausgeber der Iride (1836–1838), einer moderaten Wochenzeitung ebenso wie 1839 von deren Nachfolgeorgan Nuova Gazzetta del Canton Ticino. Er wurde als Gesandter an die eidgenössische Tagsatzung gewählt (1830–1832 und 1834) und beteiligte sich an der Ausarbeitung der Straf- und Zivilkantonalgesetze. Er wurde 1826 in den Tessiner Grossrat gewählt (Präsident 1831 und 1833).
Im Jahr 1835 wurde er in den Staatsrat gewählt, den er ab 1837 in einer Zweierallianz (die Imperante dualità) mit Giovanni Battista Riva, ab 1838 erweitert um Giovanni Antonio Rusca, in einer sogenannte Tripola, dominierte. Als Haupt der durch die Revolution von 1839 gestürzten gemässigten Regierungsmehrheit, wurde er des Hochverrats beschuldigt, zu drei Jahren Zwangsarbeit und einem Verbot des öffentlichen Amtes in Abwesenheit verurteilt und musste sich dauerhaft in Mailand niederlassen.